# نبرد آراو
نبرد آراو جنگی از مجموعه نبردهای جنگ جهانی دوم بود که از ۱۵ دسامبر ۱۹۴۳ تا ۲۴ فوریه ۱۹۴۴ بین نیروهای متفقین و امپراتوری ژاپن رخ داد. این نبرد در آراو، بریتانیای نو و گینه نو صورت گرفت. این درگیری با پیروزی متفقین پایان یافت.